# Encephalartos middelburgensis
Encephalartos middelburgensis es una especie de plantas de la familia  Cycadaceae que solo crece en Sudáfrica en la región de Mpumalanga a una altitud de 1000 a 1400 metros, su estado crítico de la especie la coloca en peligro de extinción.